# Soierngruppe
Die Soierngruppe ist eine kleine eigenständige Gebirgsgruppe im Nordwesten des Karwendels bei Krün, die als einzige Untergruppe des Karwendels vollständig in Deutschland liegt.
Mehrere Gipfel reihen sich in der Form eines Hufeisens um den Soiernkessel, der höchste Gipfel der Gruppe ist mit 2257 m ü. NHN die Soiernspitze. Auf der Westseite des Kessels liegt die 2050 m ü. NHN hohe Schöttelkarspitze. Auf der östlichen Seite läuft der Grat mit der Gumpenkarspitze (2019 m ü. NHN), Krapfenkarspitze (2109 m ü. NHN) und der Baierkarspitze (1909 m ü. NHN) nach Nordosten zum Rißtal.
Im Kessel befindet sich auf einer Höhe von 1616 m ü. NHN das Obere Soiernhaus des Deutschen Alpenvereins (DAV). Die Soiernhäuser wurden ursprünglich von König Ludwig II. errichtet. Bei den Soiernseen (1558 m ü. NHN bzw. 1549 m ü. NHN) liegt das ehemalige Diener- und Wirtschaftsgebäude, das heute von der Bergwacht genutzt wird. Die Soiernhäuser sind von Krün über die Fischbachalm (1402 m ü. NHN) entweder auf dem Forstweg oder über den drahtseilgesicherten Lakaiensteig erreichbar.
Wichtige Gipfel (geordnet nach Höhe)
- Soiernspitze (2257 m ü. NHN)
- Reißende Lahnspitze (2209 m ü. NHN)
- Soiernschneid (2174 m ü. NHN)
- Krapfenkarspitze (2109 m ü. NHN)
- Feldernkopf (2071 m ü. NHN)
- Schöttelkarspitze (2050 m ü. NHN)
- Feldernkreuz (2048 m ü. NHN)
- Gumpenkarspitze (2019 m ü. NHN)
- Seinskopf (1961 m ü. NHN)
- Baierkarspitze (1909 m ü. NHN)
- Schöttelkopf (1907 m ü. NHN)
- Signalkopf (1895 m ü. NHN)
- Ochsenstaffel (1871 m ü. NHN)
- Lausberg (1855 m ü. NHN)
- Galgenstangenkopf (1806 m ü. NHN)
- Hoher Grasberg (1783 m ü. NHN)

## Weblinks

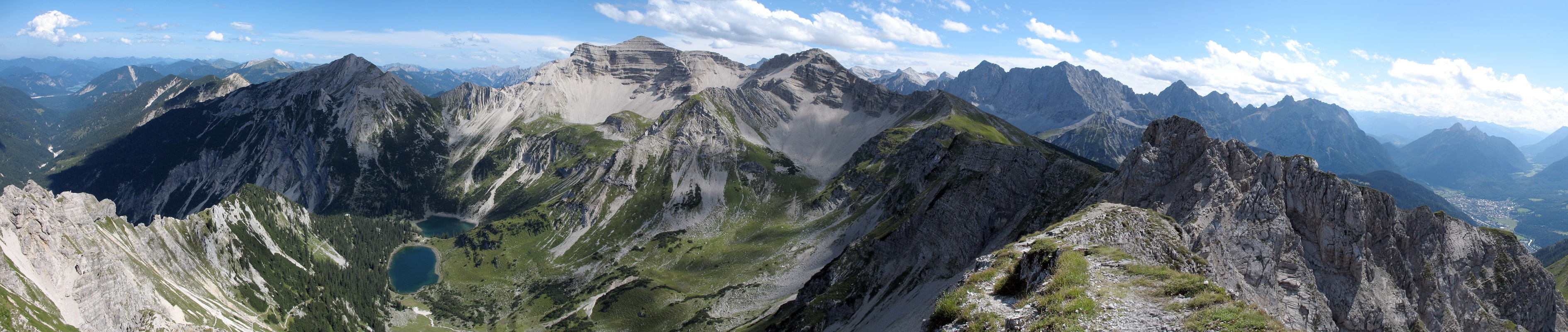
Der Soiernkessel